# Федорук, Александр Анатольевич
Александр Анатольевич Федорук (31 мая 1938 — 4 декабря 2007) — советский российский спортсмен (русские и международные шашки), шашист, шашечный тренер, шашечный композитор, спортивный деятель, арбитр в соревнованиях по шашечной композиции. Международный гроссмейстер по композиции (1992). Мастер спорта СССР по русским шашкам (1961), по международным шашкам (1964) и композиции (1968). Чемпион мира по шашечной композиции (этюды-100). Четырехкратный чемпион СССР по шашечной композиции.
председатель Всесоюзной комиссии по шашечной композиции Федерации шашек СССР, один из разработчиков Правил.

## Образование
7 классов средней школы № 239 г. Москвы, Московский электротехнический техникум Моссовета (МЭТМ).

## Спортивная карьера
В шашки А.Федорук начал регулярно играть с 1958 г. и уже в 1961 г. стал мастером спорта по русским шашкам. В 1964 г. выполнил норматив мастера по стоклеточным шашкам.
Участник 5 финалов чемпионата СССР по международным шашкам — 1964,1967,1968,1973,1979 гг. Чемпион ЦС ДСО «Труд» 1975 и 1981 гг. Неоднократный призёр чемпионатов Москвы по международным шашкам): 5 раз становился вторым и 4 раза финишировал третьим. Выступал за сборные команды Москвы (с 1961 г.) и ЦС ДСО «Труд» (с 1964 г.). В составе команды «Торпедо»-ЗИЛ был победителем первенства ВДФСО профсоюзов 1988 г.
Шашечной композицией А.Федорук начал заниматься с 1958 г. (1-я публикация в газете «Труд», 13.09.1958). До 1963 г. составлял только комбинационные концовки. После появления книги И.Мозера «Шашечный эндшпиль» начал интересоваться этюдами-64 и 100, именно в этом жанре ему и удалось добиться наибольших успехов. Рубеж мастера спорта по шашечной композиции преодолел в 1968 г., а в 1992 году стал вторым из бывшего СССР международным гроссмейстером (после В.Матуса).
1. Всесоюзный конкурс газеты «Соціалістична Харківщина», 1964-65 гг. «Концовки-64» — 1-й почетный отзыв, «Этюды-64» — 3-й почетный отзыв.
2. I чемпионат СССР, 1966-68 гг. «Этюды-100» — 2 место, «Концовки-64» — 6 место.
3. IV Российский конкурс (на правах Всесоюзного), 1968-69 гг. «Э-100» — 2, 3, 4 места.
4. XI Всесоюзный конкурс (ВК), 1969 г., «Э-100» — 1 место.
5. XII ВК, 1970 г. , «Э-100» — 2 и 4 места (1 м не присуждалось).
6. V РК (на правах ВК), 1970-71 гг. «Э-100» — 1 место.
7. II чемпионат СССР, 1972, «Этюды-100» — 1 место.
8. VI РК (на правах ВК), 1972—1973 гг. «Э-100» — 2/3 места, 4 место (1 место не присуждалось).
9. IV п-во Москвы, 1973 г., «Этюды-100» — 1 место.
10. ВК газеты «Соціалістична Харківщина», 1973-74 гг., «Этюды-100» — 1 и 2 места.
11. XIII ВК, 1973-74 гг., «Этюды-100» — 2 место.
12. V п-во Москвы, 1974 г., «Этюды-100» — 2 место.
13. ВК газеты «Комсомольское племя» (Винница), 1974-75 гг., «Этюды-100» — 1 место.
14. XV ВК, 1975-76 гг., «Этюды-100» — 1 место.
15. III чемпионат СССР, 1976, «Этюды-100» — 1 место.
16. IV чемпионат СССР, 1980-81 гг., «Этюды-100» — 1 место.
17. V чемпионат СССР, 1984-85 гг. , «Этюды-100» — 1-2 места.
18. XX ВК 1986-87 гг., «Этюды-100» — 1 место.
19. VI чемпионат СССР, 1988-89 гг. , «Этюды-100» — 2 место (?). В то время А.Федорук, посчитав итоги этого чемпионата необъективными, отказался от награды.
20. Международный конкурс журнала «Het Damspel», 1989-91 гг., «Этюды-100» — 3 место.
21. Международный конкурс СЛШИ, 1990-92 гг., «Этюды-100» — 4 и 5 места.

## Трудовая деятельность
с 1957 г. по 1975 г. работал в проектных институтах «Моспроект» и «Мосинжпроект», старший инженер.

## Тренерская деятельность
1975 г. по 1997 г. инструктор, а затем тренер по шашкам СК «Торпедо»-ЗИЛ.

## Память

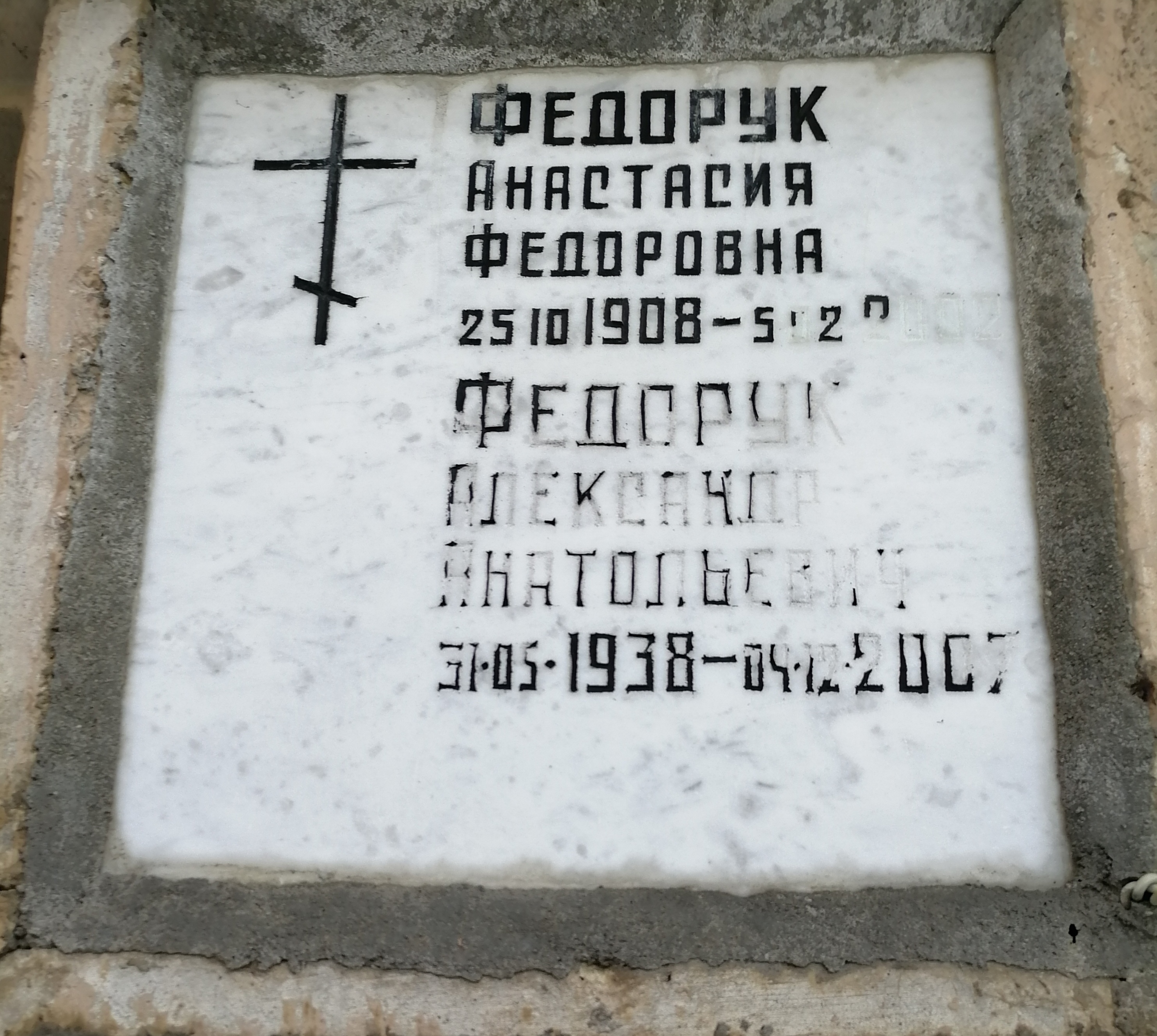
Могила на Донском кладбище

Похоронен на Новом Донском кладбище (колумбарий 22,секция 16).